# Pablo Macías Valenzuela
Pablo Macías Valenzuela (Agiabampo, Sonora, 15 de noviembre de 1891 - Ciudad de México, 30 de abril de 1975) fue un militar mexicano.

## Carrera
Fue hijo de Pablo Macías y Ángela Valenzuela. Se unió a la Revolución Mexicana el 25 de marzo de 1912 fue trasladado al Norte y ascendido a Teniente en el 4.º Batallón Irregular de Sonora, formado por el entonces Presidente Municipal de Huatabambo, Álvaro Obregón, para combatir a los orozquistas.
Durante su actuación militar obtuvo sus puestos ascendiendo en el escalafón por méritos en campaña. Entre los cargos y comisiones más relevantes que desempeñó están el de Jefe de las Operaciones Militares en el Estado de Nayarit, Distrito Norte de Baja California y estado de Sinaloa, Jefe de las 4.ª, 7.ª, 9.ª, 10.ª y 24.ª Jefaturas de Operaciones Militares, Jefe de las 9.ª y 17.ª Zonas Militares, y Comandante de las 15.ª y 29.ª Zonas Militares. Fue Secretario de la Defensa Nacional del 1 de diciembre de 1940 al 31 de agosto de 1942, Comandante en Jefe de la Región Militar del Pacífico, Gobernador Constitucional del estado de Sinaloa, Comandante de la Primera Región Militar, y Director de Pensiones Militares desde el 1 de diciembre de 1957 hasta principios de 1975. Participó en más de cincuenta hechos de armas.
El general Pablo Macías se le acusó de ser cabecilla de una banda de narcotraficantes. Se decía que era dueño de aviones y pistas de aterrizaje clandestinas, y que poseía cientos de hectáreas de sembradíos de amapola. Un periodista mazatleco lo menciona en relación con la liberación de Miguel Urías Uriarte, un productor de opio que había sido detenido. Se decía que Urías Uriarte era protegido de Macías Valenzuela y del nuevo director de la Policía Judicial.